# مجدي الحسيني
مجدي الحسيني (1950-)، عازف أورغ مصري ولد بمحافظة أسيوط بقرية بني حسين.

## عن حياته
انضم إلى فرقة عبد الحليم حافظ وظل مشاركاً له حتى وفاته في عام 1977. عزف في فرقة أم كلثوم وهو لم يتجاوز الستة عشر من عمره. وعزف أيضاً مع محمد عبد الوهاب وفريد الأطرش. أسس فرقة توست شو.
في عام 2008، كرّمه المهرجان الدولي للأعلاميين المصريين بجائزة أحسن موسيقى تصويرية عن المسلسل الإذاعي (أميرة الحب والحرب) عن قصة حياة المطربة الراحلة أسمهان. وكان نجاح المسلسل الإذاعي دافعاً للمسئولين عنه لتحويله إلى مسلسل تلفزيوني.

### حياته الأسرية
كان متزوج من الممثلة نهال عنبر، لكنهما انفصلا بعد ولادة ابنهما «حسام».